# Likosaari (ö i Norra Savolax, Varkaus)
Likosaari är en ö i Finland. Den ligger i sjön Unnukka och i kommunerna Leppävirta och Varkaus och landskapet Norra Savolax, i den sydöstra delen av landet, 290 km nordost om huvudstaden Helsingfors. Öns area är 0,9 hektar och dess största längd är 160 meter i sydväst-nordöstlig riktning.